# Gladiolus verdickii
Gladiolus verdickii är en irisväxtart som beskrevs av De Wild. och Théophile Alexis Durand. Gladiolus verdickii ingår i släktet sabelliljor, och familjen irisväxter. Inga underarter finns listade i Catalogue of Life.